# Vicq (Alt Marne)
Vicq és un municipi francès situat al departament de l'Alt Marne i a la regió del Gran Est. L'any 2007 tenia 173 habitants.

## Demografia

### Població
El 2007 la població de fet de Vicq era de 173 persones. Hi havia 83 famílies de les quals 28 eren unipersonals (12 homes vivint sols i 16 dones vivint soles), 35 parelles sense fills i 20 parelles amb fills.
La població ha evolucionat segons el següent gràfic:
Habitants censats

### Habitatges
El 2007 hi havia 162 habitatges, 86 eren l'habitatge principal de la família, 45 eren segones residències i 32 estaven desocupats. Tots els 161 habitatges eren cases. Dels 86 habitatges principals, 78 estaven ocupats pels seus propietaris, 6 estaven llogats i ocupats pels llogaters i 2 estaven cedits a títol gratuït; 1 tenia una cambra, 4 en tenien dues, 15 en tenien tres, 24 en tenien quatre i 42 en tenien cinc o més. 66 habitatges disposaven pel capbaix d'una plaça de pàrquing. A 38 habitatges hi havia un automòbil i a 29 n'hi havia dos o més.

### Piràmide de població
La piràmide de població per edats i sexe el 2009 era:
| Homes | Edats   | Dones |
| ----- | ------- | ----- |
| 0     | 95 o +  | 0     |
| 4     | 90 a 94 | 0     |
| 4     | 85 a 89 | 0     |
| 4     | 80 a 84 | 8     |
| 0     | 75 a 79 | 24    |
| 4     | 70 a 74 | 0     |
| 16    | 65 a 69 | 4     |
| 8     | 60 a 64 | 12    |
| 12    | 55 a 59 | 4     |
| 8     | 50 a 54 | 8     |
| 0     | 45 a 49 | 8     |
| 4     | 40 a 44 | 0     |
| 8     | 35 a 39 | 4     |
| 0     | 30 a 34 | 4     |
| 0     | 25 a 29 | 8     |
| 0     | 20 a 24 | 0     |
| 8     | 15 a 19 | 0     |
| 4     | 10 a 14 | 4     |
| 0     | 5 a 9   | 4     |
| 0     | 0 a 4   | 0     |

## Economia
El 2007 la població en edat de treballar era de 84 persones, 56 eren actives i 28 eren inactives. De les 56 persones actives 50 estaven ocupades (25 homes i 25 dones) i 6 estaven aturades (3 homes i 3 dones). De les 28 persones inactives 9 estaven jubilades, 7 estaven estudiant i 12 estaven classificades com a «altres inactius».

### Ingressos
El 2009 a Vicq hi havia 84 unitats fiscals que integraven 169 persones, la mediana anual d'ingressos fiscals per persona era de 15.850 €.

### Activitats econòmiques
Dels 4 establiments que hi havia el 2007, 1 era d'una empresa de fabricació d'altres productes industrials, 2 d'empreses de transport i 1 d'una empresa de serveis.
L'únic servei als particulars que hi havia el 2009 era una oficina de correu.
L'any 2000 a Vicq hi havia 4 explotacions agrícoles.

## Poblacions més properes
El següent diagrama mostra les poblacions més properes.